# Lycosa forresti
Lycosa forresti är en spindelart som beskrevs av McKay 1973. Lycosa forresti ingår i släktet Lycosa och familjen vargspindlar.
Artens utbredningsområde är Western Australia. Inga underarter finns listade i Catalogue of Life.